# Vovchóyarivka
Vovchóyarivka (en ucraniano: Вовчоярівка; en ruso: Волчеяровка, romanizado: Vovochéyarovka) es un asentamiento urbano ucraniano perteneciente al óblast de Lugansk. Situado en el este del país, formaba parte del raión de Popasna hasta 2020, aunque ahora es parte del raión de Sievierodonetsk y del municipio (hromada) de Vovchóyarivka. 
El asentamiento se encuentra ocupado por Rusia desde el 28 de junio de 2022, siendo administrado como parte de la de facto República Popular de Lugansk.

## Geografía
Vovchóyarivka está  a orillas del río Bilenka, a unos 23 km al norte de Popasna y 74 km al noroeste de Lugansk.

## Historia
El lugar fue mencionado por primera vez por escrito en 1783. Según datos de 1859, aquí hubo tres asentamientos: Vovchóyarivka Persha, Vovchóyarivka Druga y Filativka.
En el Holodomor, al menos 76 personas murieron de hambre en Vovchóyarivka. Desde 1938 Vovchóyarivka tiene el estatus de asentamiento de tipo urbano. Cerca se encuentra la cantera de tiza Sekmeniv, donde se extrajo tiza para la fábrica de refrescos Lisichan desde 1925 hasta 1951.
El 28 de junio de 2022, en plena batalla del Dombás de la invasión rusa de Ucrania, las tropas rusas asaltaron el lugar.

## Estatus administrativo
Hasta julio de 2020, Vovochóyarivka formaba parte del raión de Popasna. Como resultado de la reforma de 2020 de las divisiones administrativas de Ucrania, en julio de 2020 el número de raiones del óblast de Lugansk se redujo a seis y se incorporó al recién creado raión de Sievierodonetsk.

## Demografía
La evolución de la población entre 1989 y 2019 fue la siguiente:
| 1574                                                          | 1293 | 878 | 878 | 779 |
| (Fuente: Cities & Towns of Ukraine y UKRAINE: Größere Städte) |      |     |     |     |

Según el censo de 2001, la lengua materna de la mayoría de los habitantes, el 89,17%, es el ucraniano; del 10,75% es el ruso.

## Infraestructura

### Transporte
Se encuentra a 5 km de la estación de tren Loskutovka en la línea Kúpiansk-Popasna.